# Ultimi raggi di luna
Ultimi raggi di Luna (下弦の月?, Kagen no tsuki) è un manga scritto e disegnato da Ai Yazawa. È un'opera in tre volumi che si differenzia dalle altre opere dell'autrice, grazie ad un'atmosfera misteriosa e ai temi trattati (la vita dopo la morte e la teoria della metempsicosi). Nel 2004 è stato tratto dal manga un film live-action con Hiroki Narimiya dal titolo Kagen no Tsuki.
In Italia la suddivisione originale è stata stampata dal 2005 con il sottotitolo Collection.

## Trama
La storia vede l'intreccio di due vicende. In una, Mizuki è una diciassettenne, studentessa del liceo femminile Sasahara e dalla situazione familiare travagliata, che una sera di Luna crescente conosce il musicista inglese Adam. Tra i due si instaura fin da subito un legame, tanto che la ragazza decide di scappare di casa e andare ad abitare con lui nella villa in cui sta soggiornando. Adam, però, è tossicodipendente e rivede nella ragazza la sua ex fidanzata deceduta; non volendo ferire Mizuki, decide di andarsene, proponendole però di fuggire con lui. Determinata a raggiungerlo, Mizuki viene investita di primo mattino mentre attraversa la strada per raggiungere Adam, sotto gli occhi di Tomoki, il suo ex ragazzo. La ragazza si ritrova dapprima in uno strano luogo con una cancellata, dove incontra una bambina in cerca della sua gatta, per poi risvegliarsi nella villa dove ha vissuto con Adam senza ricordare nulla.
Nell'altra, Hotaru è una bambina delle elementari che, come Mizuki, ha avuto un incidente stradale mentre cercava la sua gatta Lulu. Una volta dimessa, un giorno segue un gatto somigliante a Lulu dentro a una villa abbandonata, trovandoci Mizuki che suona un pezzo di canzone al pianoforte. Hotaru, con l'aiuto dei suoi amici Kayama, Miura e Sugisaki, scopre che Eve (soprannome dato a Mizuki in quanto lei stessa non ricorda nulla del suo passato) è un fantasma intrappolato nella villa, riuscendo a ricostruire a poco a poco la sua vera identità.

## Personaggi
Mizuki Mochizuki (望月 美月?, Mochizuki Mizuki) / Eve (イブ?, Ibu)
Liceale di 17 anni. Dopo la morte della madre, vive con il padre, la matrigna e la sorellastra Yui. È fidanzata da tre anni con Tomoki, il quale però la tradisce continuamente; dopo l'ennesimo tradimento, questa volta con la sua migliore amica Aya, Mizuki decide di lasciarlo, e quella stessa sera conosce Adam, di cui si innamora subito. Successivamente, viene investita da una macchina e finisce in coma per più di un mese. Durante lo stato comatoso, si ritrova nella villa in cui ha vissuto per due settimane con Adam, senza però ricordare nulla del suo passato; per questo viene rinominata Eve da Hotaru e i suoi amici. Si scopre essere la reincarnazione dell'anima di Sayaka.
Hotaru Shiraishi (白石 蛍?, Shiraishi Hotaru)
Bambina di quinta elementare, viene investita mentre cerca la sua gatta balinese Lulu. Dopo aver incontrato Mizuki mentre era in coma ed essersi poi risvegliata, è l'unica che riesce a vedere e sentire Eve, con la quale instaura una profonda amicizia. Una volta conclusa la vicenda, adotta il gatto di Eve, Adam, e si scopre essere innamorata di Sugisaki.
Adam Lang (アダム・ラング?, Adamu Rangu)
È un giovane ragazzo inglese, cantante e leader del gruppo Evil Eye. Si innamora di Sayaka mentre questa si trova in vacanza-studio a Londra, e scrive la canzone "Last Quarter" per lei. Una volta deceduta la ragazza nel 1979, Adam si toglie la vita provocandosi un'overdose, così da raggiungerla.
Sae Kayama (香山 沙絵?, Kayama Sae)
Migliore amica di Hotaru. Anche se inizialmente è scettica e spaventata dalla storia che l'amica le racconta su Eve, decide subito di aiutarla a risolvere la questione. Durante la storia, si innamora di Miura.
Tetsu Sugisaki (杉崎 哲?, Sugisaki Tetsu)
Compagno di classe e di banco di Hotaru, è un ragazzino un po' vivace, figlio di un noto medico. Nonostante sembri molto impulsivo, si dimostra essere una persona di buon cuore e dalle idee sensate. È innamorato di Hotaru.
Masaki Miura (三浦 正輝?, Miura Masaki)
Ex compagno di classe di Hotaru, anche Miura frequenta la quinta elementare ed è amico di Sugisaki. Stringe i rapporti con Hotaru e Kayama grazie alla vicenda di Eve, per cui da subito si mostra disposto ad aiutare. È un bambino molto sveglio e sagace, anche se a volte si dimostra freddo. I suoi genitori sono entrambi attori e separati; Masaki vive con il padre, che però non è quasi mai a casa.
Tomoki Anzai (安西 知己?, Anzai Tomoki)
Fidanzato di Mizuki, è un dongiovanni che spesso tradisce la ragazza. Pentito dei suoi errori, cerca di parlare con Mizuki, ma non riesce a fermarla prima che la ragazza venga investita. Una volta appresa da Kayama la storia di Eve, fa in modo di aiutare i ragazzi a riportare Mizuki indietro.
Sayaka Kamijo (上條 さやか?, Kamijō Sayaka)
Ragazza di 17 anni che ha vissuto nella villa dove Adam porta Mizuki. Era la figlia di giurista, aveva una gatta di nome Mary e suonava il pianoforte. Durante una vacanza-studio a Londra conosce Adam, con cui sta fino agli ultimi attimi della sua vita. Muore nel '79 per una patologia non citata.

## Manga
In Giappone il manga, pubblicato inizialmente in tre volumi, nel 2004 è stato raccolto dalla Shūeisha in un'edizione bunkoban in due volumi. In Italia la prima edizione comprende sei volumi, successivamente ristampati secondo la suddivisione originale; nel 2013 è stata anche pubblicata l'edizione bunkoban, denominata Deluxe.
In Francia la serie è stata pubblicata dalla Editions Akata, in Spagna dalla Planeta DeAgostini, in Germania dalla Egmont Manga, in Polonia dalla Waneko e a Taiwan dalla Sharp Point Press.
| 1 | 7 dicembre 1998                                                                                                | ISBN 4-08-856114-7 | 14 dicembre 2005 | ISBN 978-88-834-3557-7 |
| 1 | Capitoli - Act. 1 Mizuki - Act. 2 Border - Act. 3 Cross - Act. 4 Ring - Act. 5 Eve                             |                    |                  |                        |
| 2 | 14 maggio 1999                                                                                                 | ISBN 4-08-856143-0 | 11 gennaio 2006  | ISBN 978-88-834-3566-9 |
| 2 | Capitoli - Act. 6 Key - Act. 7 Stay - Act. 8 Life - Act. 9 Remember - Act. 10 True                             |                    |                  |                        |
| 3 | 15 novembre 1999                                                                                               | ISBN 4-08-856173-2 | 2 febbraio 2006  | ISBN 978-88-834-3588-1 |
| 3 | Capitoli - Act. 11 Sayaka - Act. 12 Fault - Act. 13 Wish - Act. 14 Heaven - Act. 15 Over - Act. — Last Quarter |                    |                  |                        |